# Bytharia baletensis
Bytharia baletensis är en fjärilsart som beskrevs av Schultze 1925. Bytharia baletensis ingår i släktet Bytharia och familjen mätare. Inga underarter finns listade i Catalogue of Life.